# Beat Walti
Beat Walti (Bauma, 22 novembre 1968) è un avvocato e politico svizzero del PLR.I Liberali Radicali (PLR), e in precedenza del Partito Liberale Radicale. Dal 2014 è membro del Consiglio nazionale per il Canton Zurigo.

## Biografia

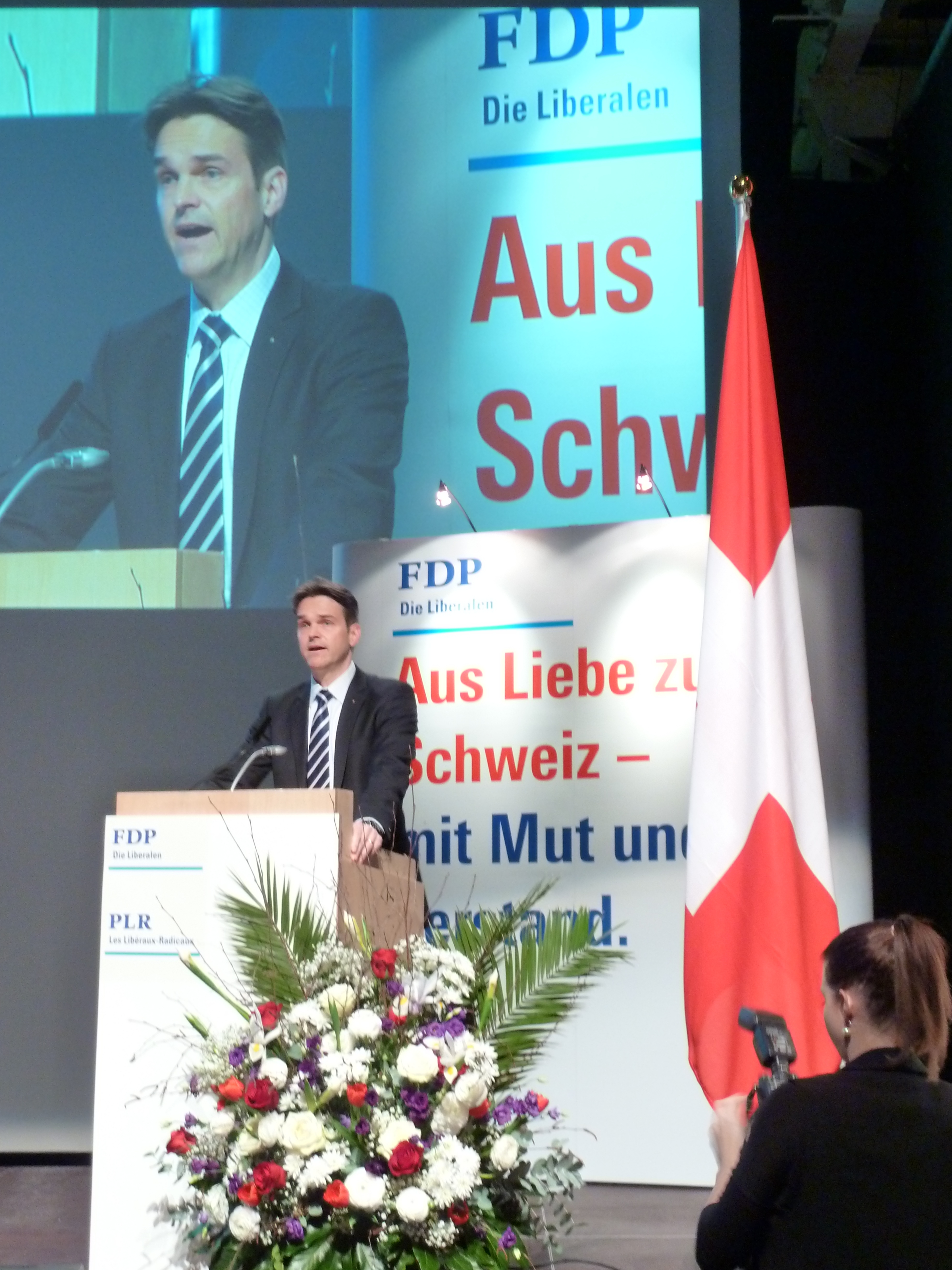
Beat Walti alla assemblea dei delegati del PLR del 2013 a Zurigo

Da maggio 1999 a dicembre 2013 fece parte del Gran Consiglio del Canton Zurigo. Presentatosi alle elezioni federali del 2011 come candidato al Consiglio nazionale per il Canton Zurigo, risultò il secondo dei non eletti della sua lista con 53 913 preferenze. Entrò comunque in Consiglio nazionale a giugno 2014 a seguito delle dimissioni del collega di partito Markus Hutter.
Alle elezioni federali del 2015 venne confermato con 78 306 preferenze, risultando il venticinquesimo candidato più votato del cantone. Fu anche rieletto nel 2019 con 67 192 preferenze (venticinquesimo più votato) e nel 2023 con 70 331 preferenze (ventiquattresimo più votato).
Da luglio 2005 a maggio 2008 fu presidente del Gruppo Radicale-Democratico all'Assemblea federale, poi noto come Gruppo Liberale Radicale. Dal 2008 al 2016 svolse il ruolo di presidente della sezione cantonale zurighese del PLR.